# خولة شخشير
خولة راغب عبد الحي شخشير (وُلدت في 25 فبراير 1947 في نابلس) هي أكاديميةٌ فلسطينية، كانت وزيرة التربية والتعليم العالي منذ 2 يونيو 2014 حتى 30 يونيو 2015. تحمل الشخشير درجة الدكتوراه في تعليم العلوم منذ عام 1981 من جامعة شمال كولورادو في الولايات المتحدة. كما أنها عضوةٌ في مجلس أمناء جامعة الخليل.

## حياتها
في 20 أبريل 2024، أُعلن عن إعادة تعيينها عضوًا في مجلس إدارة لجنة الانتخابات المركزية الفلسطينية لفترة جديدة ابتداءً من 1 أبريل 2024.